# Кашкантениз (залив)
Кашкантениз — залив на западе озера Балхаш. Находится на территории Мойынкумского района Жамбылской области Казахстана. Кашкантениз вдается на 14 км в сушу. Ширина 9,5 км, площадь 71 км², глубина доходит до 5 метров. Есть несколько мелких островов. Отвесный скалистый берег образован из мергельных, конгломератных, песчаниковых пород девона и карбона. На побережье растет полынь. В 7—9 км к западу от залива находится озеро Кашкантениз.